# Harboøre Tange, Plet Enge og Gjeller Sø
Harboøre Tange, Plet Enge og Gjeller Sø este o arie protejată (arie de protecție specială avifaunistică — SPA) din Danemarca întinsă pe o suprafață de 7.280 ha, integral pe uscat.

## Localizare
Centrul sitului Harboøre Tange, Plet Enge og Gjeller Sø este situat la coordonatele 56°38′29″N 8°14′55″E / 56.641389°N 8.248611°E.

## Înființare
Situl Harboøre Tange, Plet Enge og Gjeller Sø a fost declarat arie de protecție specială avifaunistică în mai 1983 pentru a proteja 17 specii de animale.

## Biodiversitate
Situată în ecoregiunea atlantică, aria protejată nu include niciun habitat protejat.
La baza desemnării sitului se află mai multe specii protejate de  păsări (17): rață fluierătoare (Anas penelope), gâscă cu cioc scurt (Anser brachyrhynchus), ciuf de câmp (Asio flammeus), Branta bernicla bernicla, Branta bernicla hrota, Branta leucopsis, Calidris alpina schinzii, prundăraș de sărătură (Charadrius alexandrinus), erete de stuf (Circus aeruginosus), Cygnus columbianus bewickii, lebădă de iarnă (Cygnus cygnus), cormoran mare (Phalacrocorax carbo), bătăuș (Philomachus pugnax), ciocântors (Recurvirostra avosetta), chiră mică (Sterna albifrons), chiră de baltă (Sterna hirundo), Sterna paradisaea.